# Die drei Dorfheiligen (1973)
Die drei Dorfheiligen ist eine Folge aus der Reihe Der Komödienstadel von 1973, Regie führte Olf Fischer.
Er ist die dritte Verfilmung des gleichnamigen Schwanks von Max Neal und Max Ferner.

## Handlung
Die drei Dorfheiligen sind die drei Honoratioren eines bayerischen Dorfes, die plötzlich mit ihren Seitensprüngen aus längst vergangener Zeit konfrontiert werden. Ein vom Amtsgericht der Kreisstadt avisiertes Päckchen möglicherweise kompromittierender Briefe sorgt in der Gemeinde Scheibling für helle Aufregung, vor allem bei drei „ehrenwerten“ Bürgern: dem Großbauern und angedachten Bürgermeister Hilgermoser und den beiden Gemeinderäten Schmied Riedlechner und Bäckermeister Söllböck. Zumal in die Zustellung des bewussten Packerls der Lehrer involviert ist, der des Bürgermeisters Tochter Fanni liebt, aber vom Bürgermeister nicht als Schwiegersohn akzeptiert wird. Der Riedlecher und der Söllböck, vor allem aber der Hilgermoser, unternehmen alles Mögliche, um die Briefe in die Hand zu bekommen, damit ihre Ehefrauen nichts von den Sünden ihrer Jugend erfahren. 
Der für die Bauerntochter Fanni avisierte Hochzeiter Jakob, genannt Jaköble, wird von jedem der drei Schuldbewussten für den unehelichen Sohn gehalten, und um den Verwechslungen die Krone aufzusetzen, bestimmt die nicht an ihm interessierte Fanni ihre Freundin, die Schmiedetochter Mariann, bei ihrem aufgenötigten Hochzeiter ihre Stelle einzunehmen – was Mariann auch gerne übernimmt, denn sie und Jaköble sind sich schon bei dessen Ankunft ein bisschen näher gekommen. Letztlich lösen sich natürlich alle Irrungen und Wirrungen auf – nachdem sich herausgestellt hat, dass alle drei Gemeinderäte jahrelang brav für ihr vermeintliches Kind gezahlt haben, die bewusste gemeinsam verehrte Dame aber kinderlos verstorben ist.

## Nachweise
1. ↑  Die drei Dorfheiligen bei volkstheater-fan.de